# فشارسنج

فشارسنج جیوه‌ای

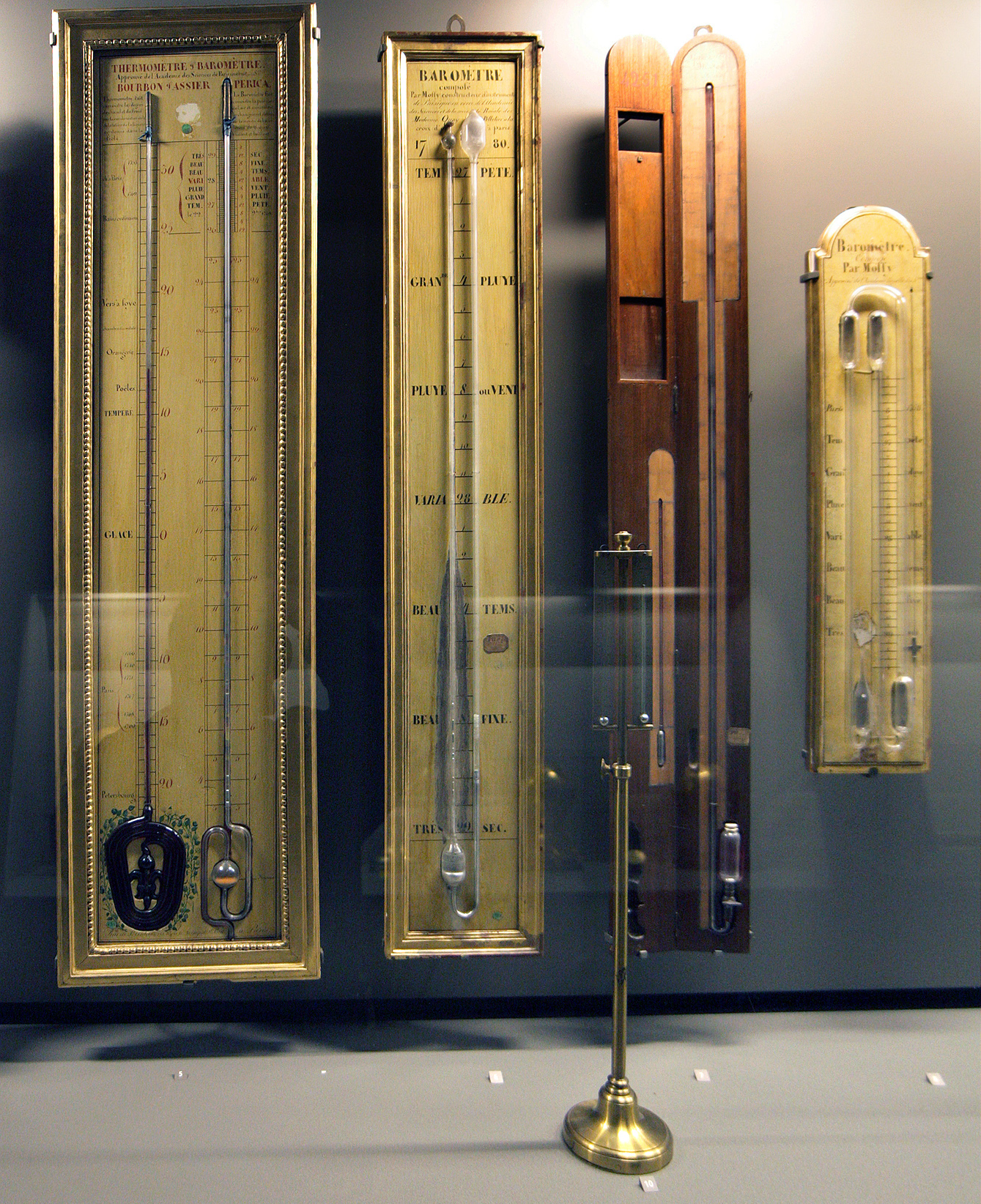
فشارسنج قدیمی در پاریس

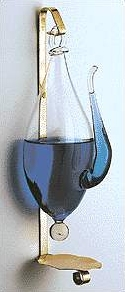
دستگاه گوته

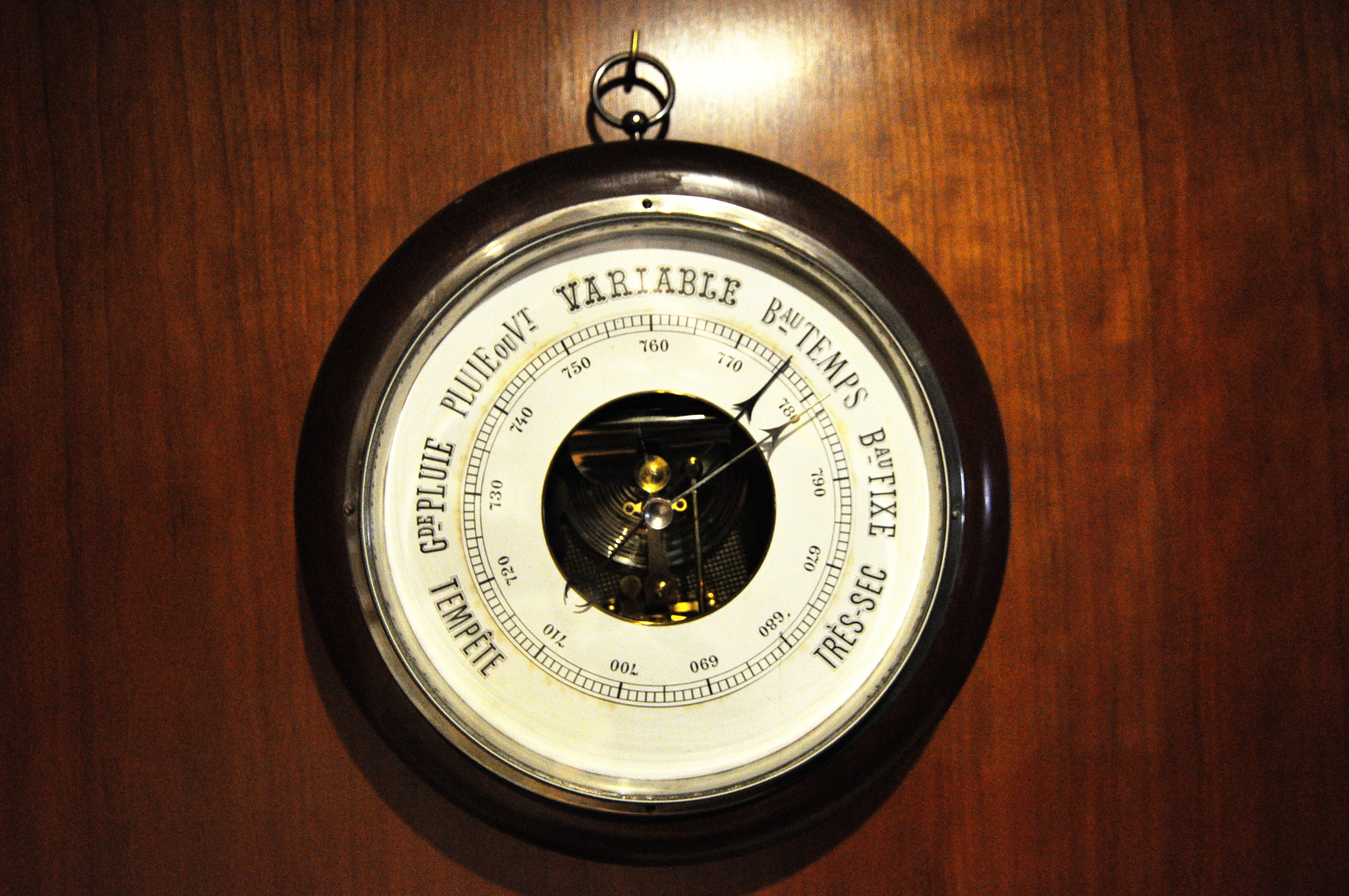
فشارسنج از ۱۸۹۰

فشارسنج یا بارومِتر (به فرانسوی: Baromètre) دستگاهی است علمی که برای اندازه گیری فشار هوا یااندازه‌گیری فشار اتمسفر  در یک محیط معین به کار می‌رود.از آنجایی که تغییر فشار هوا در یک منطقه معین می تواند تغییرات کوتاه مدت آب و هوا را پیش بینی کند، بارومتر کاربرد مهمی در هواشناسی دارد.بسیاری از اندازه‌گیری‌های فشار هوا امکان تجزیه و تحلیل آب و هوای سطح زمین را برای کمک به یافتن مراکز کم فشار یاناوه های هواشناسی در سطح زمین، سامانه فشار یاسامانه های پر فشار و جبهه هوا یا جبهه های جوّی، استفاده می‌شوند. هرچند اصطلاح «به سبکی هوا» به معنای خیلی سبک است اما باید توجه داشت که وزن هوای روی هر متر مربع از سطح زمین معادل ۱۰۰۰۰ کیلوگرم است. نیروی وارد بر سطح را فشار می‌نامند. هر فشارسنج تشکیل شده‌است از یک قوطی فلزی تخت و درجه‌بندی شده که درون آن از هوا خالی است. فشار هوا می‌خواهد قوطی را مچاله کند اما چون فلز خاصیت فنری دارد کاملاً مچاله نمی‌شود. با تغییر فشارهوا جدار فلزی قوطی بالا و پایین می‌رود. مجموعه‌ای از اهرم‌ها حرکت جدار قوطی را به حرکت عقربه‌ای بر روی صفحهٔ مدرج (شبیه صفحهٔ ساعت) تبدیل می‌کند. با بالا رفتن از سطح زمین (مثلاً با هواپیما) و همچنین با تغییر شرایط آب و هوا، فشار هوا کم می‌شود. به همین دلیل وابستگی فشار جوّ به ارتفاع در واقع بارومتر و فرازیاب یا ارتفاع سنج یک ابزار محسوب می شوند که کاربردشان تفاوت دارد. بنابراین فشارسنج را برای سنجش ارتفاع پرواز هواپیما از سطح زمین و نیز برای پیش‌بینی وضع هوا به کار می‌برند. در هواشناسی فشار هوا را بر حسب میلی بار (mb) بیان می‌کنند. میانگین فشار هوا در مجاورت سطح دریا در حدود ۱۰۰۰mb است.

### فشار
فشار یک کمیت اسکالر است که به صورت نیرو اعمال شده F بر واحد سطح A تعریف می‌شود واحد آن پاسکال Pa است که به صورت (N/m²) تعریف می‌شود. به عبارتی یک پاسکال برابر با نیروی یک نیوتون وارد بر سطح یک مترمربع است. پاسکال با نماد Pa در دستگاه بین‌المللی یکاها(SI) نمایش داده می‌شود. به بیانی دیگر هنگامی که نیروی F به یک سطح مشخص A اعمال می‌شود، تنش(Stress) در اجزای آن سطح به‌وجود می‌آید که باعث فشرده شدن اجزای تحت تنش می‌شود. در اینجا باید یادآور شویم که گرچه نیروی F دارای جهت و سو می باشد. ولی فشار دارای سو و جهت نیست. به همین لحاظ اگر جهت عنصر سطح را تغییر دهیم، جهت نیروی عمود بر سطح بر این اساس تغییر می کند، اما فشار ثابت می ماند. هرچه نیرو به سطح کوچکتری وارد شود، فشار بیشتری ایجاد می‌شود. اگر نیروی وارد به یک سطح مشخص افزایش یابد، فشار وارد به سطح بیشتر می‌شود. میزان نیروی وارد بر یک سطح را به‌عنوان فشار تعریف می‌کنند که با نماد P نمایش داده می‌شود:
{\displaystyle P=F/A=N/m2=Kg/m.s2}

### ریشه شناسی واژه بارومتر
واژه بارومتر از یونان باستان βάρος (báros) به معنای وزن و μέτρον (métron) به معنای اندازه گیری مشتق شده است.

## انواع فشارسنج
برای اندازه‌گیری فشار با توجه به نوع سیال مورد نظر که قصد اندازه‌گیری فشار آن را داریم، سایر موارد نظیر دامنه و میزان فشار و شرایط محیطی محل نیز می‌بایست در نظر گرفته شود تا نوع فشارسنج مناسب انتخاب شود. فشارسنج‌ها با توجه به مکانیزم عملکرد و نوع ساختارشان به سه گروه کلی تقسیم می‌شوند:

### مانومترها
- مانومتر مخزنی Barometer
- مانومتر ساده Piezometer
- مانومتر U شکل U Tube Manometer
- مانومتر مورب Inclined Manometer

### فشارسنج‌های ارتجاعی
- فشارسنجهای دیافراگمی Diaphragm pressure gauges
- فشارسنج‌های کپسولی Capsule pressure gauge
- بلوزها Bellows Tube
- بوردون تیوب‌ها Bourdon Tube

### فشارسنج‌های الکتریکی
- استرین گیج‌ها GagesStrain
- فشارسنج‌های پیزوالکتریک piezoelectric هستند.